# Font Awesome
Font Awesome é um conjunto de ferramentas de fontes e ícones com base em CSS e LESS. Foi feito por Dave Gandy para uso com o Twitter Bootstrap e mais tarde foi incorporado no BootstrapCDN. Font Awesome tem uma participação de mercado de 20% entre os sites que usam Font Scripts de terceiros em sua plataforma, classificando o segundo lugar após o Google Fonts.
O Font Awesome 5 foi lançado em 7 de dezembro de 2017, com 1278 ícones.